# کارامانیتسا
کارامانیتسا (به صربی: Karamanica) یک منطقهٔ مسکونی در صربستان است که در بوسیلگراد واقع شده‌است. کارامانیتسا ۸۳ نفر جمعیت دارد.